# Diotime
 (septembre 2016).
Améliorez-le ou discutez des points à vérifier. 
Diotime de Mantinée est une prêtresse et une prophétesse qui joue un rôle important dans le Banquet de Platon. En effet, avec Diotime, c’est la philosophie qui entre en scène dans le dialogue qui « ouvre alors sur une dimension nouvelle, celle de l’intelligible. » Diotime n'est pas présente lors du banquet, mais Socrate rapporte son enseignement lors de son intervention.

## Son rôle dans leBanquet
Dans le Banquet de Platon, les convives sont invités à prononcer à tour de rôle un éloge à l’Amour (Éros). Vient le tour de Socrate, l’orateur le plus important. Socrate rapporte alors le discours que lui aurait tenu dans sa jeunesse une femme de Mantinée du nom de Diotime, qu’il présente comme une prêtresse et une prophétesse qui l'aurait « instruit des choses concernant l'amour ». Socrate déclare également que Diotime aurait éloigné la peste d'Athènes en prescrivant des sacrifices (201d).
Dans son discours que Socrate restitue, Diotime commence par expliquer que Éros n’est pas un dieu mais un « grand démon (daimôn) » (202d), un être intermédiaire dont la fonction est de relier les mortels aux Immortels. Sa nature s’explique par son origine : il est le fils de Pauvreté (Penia) et d’Expédient (Poros). Loin d'être délicat et beau, Éros est « rude, malpropre, va-nu-pieds, il n’a pas de gîte, couchant toujours par terre et à la dure, dormant à la belle étoile sur le pas des portes et sur le bord des chemins, car, puisqu’il tient de sa mère, c’est l’indigence qu’il a en partage. À l’exemple de son père en revanche, il est à l’affût de ce qui est beau et de ce qui est bon, il est viril, résolu, ardent, c’est un chasseur redoutable ; il ne cesse de tramer des ruses, il est passionné de savoir et fertile en expédients, il passe tout son temps à philosopher, c’est un sorcier redoutable, un magicien et un expert. »
Selon Diotime, « l’amour a nécessairement pour objet aussi l’immortalité. » (207a) C’est ce qu’exprime l’instinct de procréation que l’on observe chez les animaux et chez les hommes « féconds selon le corps » (208e). C’est ce qu’exprime aussi le désir de gloire immortelle qui préside à l’enfantement de beaux discours par les hommes « féconds selon l’âme » (209a-e).
Cependant, l’immortalité véritable fait l’objet d’une révélation suprême au cours de laquelle Diotime évoque la doctrine platonicienne des Formes intelligibles et montre « la droite voie qu’il faut suivre » (211b) en s’élevant « comme au moyen d’échelons, en passant d’un seul beau corps à deux, de deux beaux corps à tous les beaux corps, et des beaux corps aux belles occupations, et des occupations vers les belles connaissances qui sont certaines, puis des belles connaissances qui sont certaines vers cette connaissance qui constitue le terme, celle qui n’est autre que la science du beau lui-même, dans le but de connaître finalement la beauté en soi. » (211c).

## L’identité de Diotime

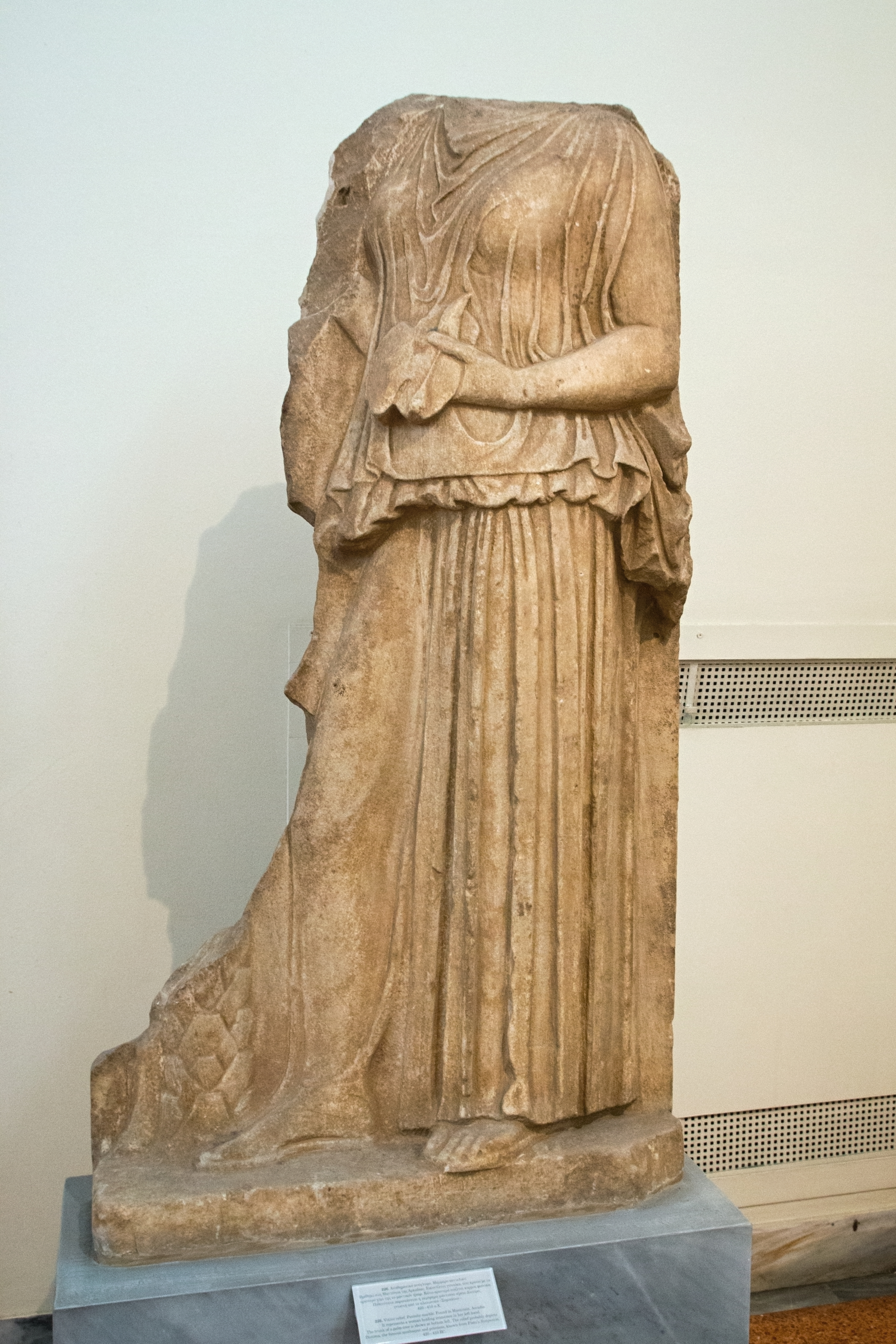
Femme (probablement Diotime) tenant le foie d'un animal. À gauche, le pied d'un palmier, l'arbre sacré d'Apollon. Relief votif. Marbre pentélique. Trouvé à Mantineia, Arcadie, 420-410 av. J.-C. (ou début du ?) Musée nationale archéologique d'Athènes, n° 226.

La plupart des personnages des Dialogues de Platon correspondent à des personnes ayant réellement existé dans la Grèce antique. Mais en dehors du Banquet, il n’existe pas d’autre source mentionnant le nom de Diotime. L’existence historique de Diotime est donc sujette à discussion. La signification du nom de Diotime de Mantinée donne à penser qu’il s’agirait d’un personnage de fiction. En effet, « Diotime » - Διοτίμα - signifierait « honorée par Zeus » ou « honorant Zeus » et Platon aurait choisi de rendre le personnage originaire de Mantinée car le nom de cette ville d’Arcadie évoque mántis, qui signifie « le devin » en grec ancien : on a donc là un nom sur mesure pour une prêtresse et une prophétesse.
Certains auteurs pensent que Platon a choisi ici le personnage d’une femme pour donner plus de poids au lien qui existait entre amour homosexuel et éducation par le biais de la pédérastie' dans l’Athènes archaïque et classique, lien évoqué ici en 209c. Mais le même argument a également été mis en avant pour défendre la thèse opposée : d’autres auteurs pensent en effet que Platon a choisi de mettre ici en scène un personnage féminin pour justement opérer une critique de cette institution masculine et substituer une représentation féminine de l’éducation liée à la procréation à une représentation masculine de l’éducation liée à la pénétration phallique.

## Évocations

### Dans la littérature
- L’écrivain autrichien Robert Musil a repris le nom de Diotime pour l'un des principaux personnages féminins de son roman L'Homme sans qualités.
- Marguerite Duras, reprenant L'Homme sans qualités de Musil dans une pièce de théâtre Agatha, mentionne le nom de Diotima pour son héroïne.
- Le poète allemand Friedrich Hölderlin a donné le nom de « Diotima » au personnage de la jeune fille aimée par le héros de son roman Hypérion ou L'Ermite de Grèce. La Diotima de Hölderlin est associée à Susette Gontard[réf. nécessaire] , la femme aimée du poète dans sa vie, qui l'a inspiré dans la version complète du roman épistolaire publiée en 1797 et 1799 chez Cotta.
- L'écrivaine polonaise Jadwiga Łuszczewska a utilisé le nom de plume Deotyma, c'est-à-dire Diotima.
- L'écrivain belge Henry Bauchau a écrit le roman Diotime et les lions, et il a repris le personnage de Diotime dans son roman Œdipe sur la route.
- Yannis Ritsos évoque Diotime dans le dixième poème de la troisième partie (Parole de chair) de son recueil Erotika (Gallimard, 1984, rééd. ErosOnyx, 2009, p. 112).

### Dans la musique

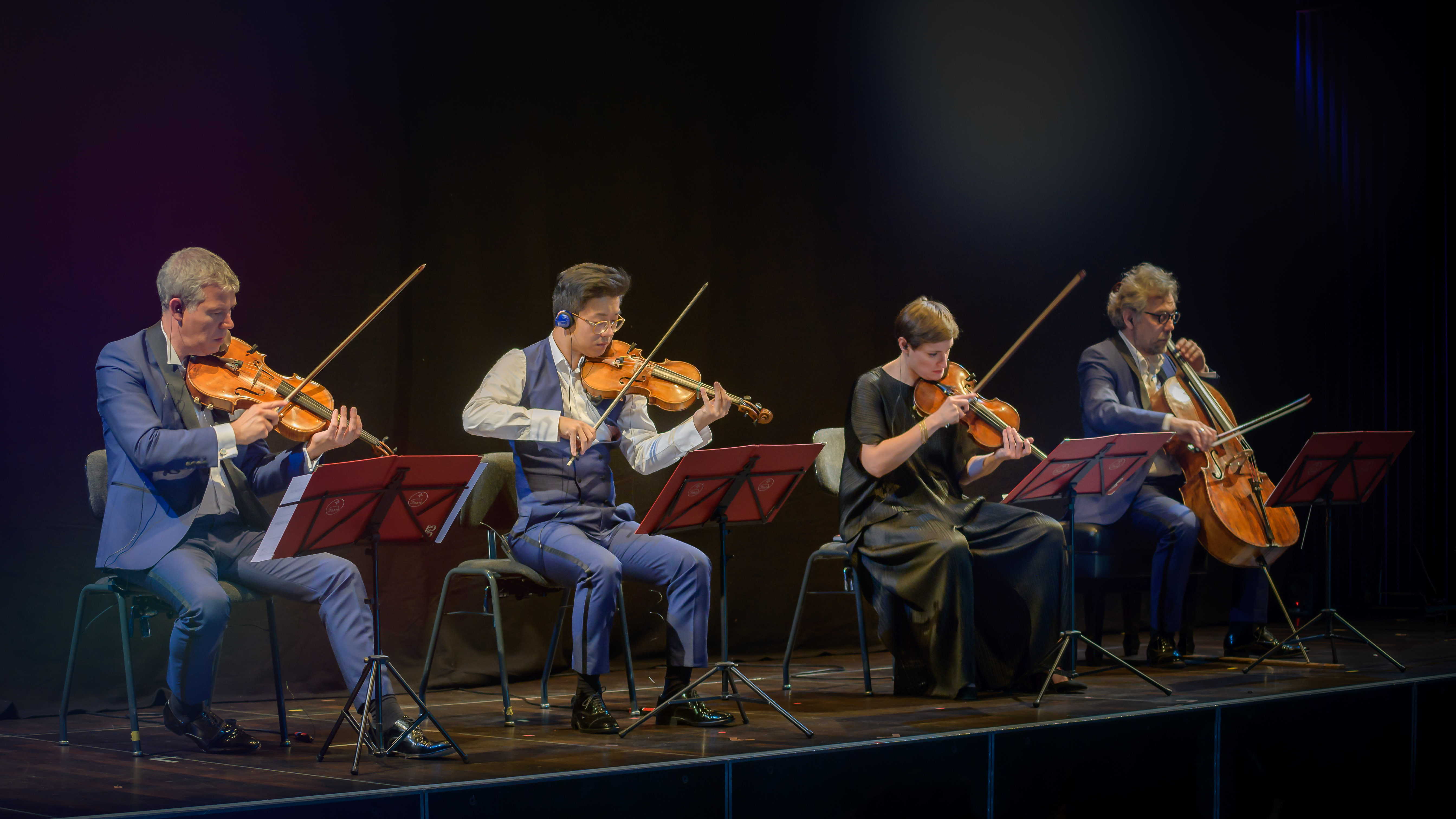
Le quatuor Diotima en 2021.

- Pierre Bartholomée, Le Rêve de Diotime  (1999), d'après le roman Diotime et les lions  de Henry Bauchau.
- Diotima est le nom d'un quatuor formé par YunPeng Zhao (violon), Constance Ronzatti (violon), Franck Chevalier (alto) et Pierre Morlet (violoncelle).

### Dans l'art contemporain

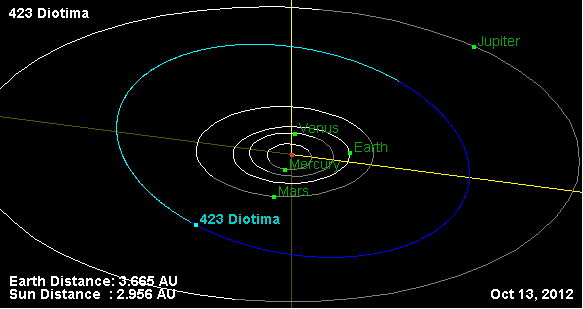
Situation de l'astéroïde (423)Diotima.

- Diotime est une des 1 038 femmes référencées dans l'œuvre d’art contemporain The Dinner Party (1979) de Judy Chicago. Son nom y est associé à Aspasie[9],[10].

### Astronomie
- (423) Diotima est le nom d'un des plus gros astéroïdes de la ceinture principale d'astéroïdes.

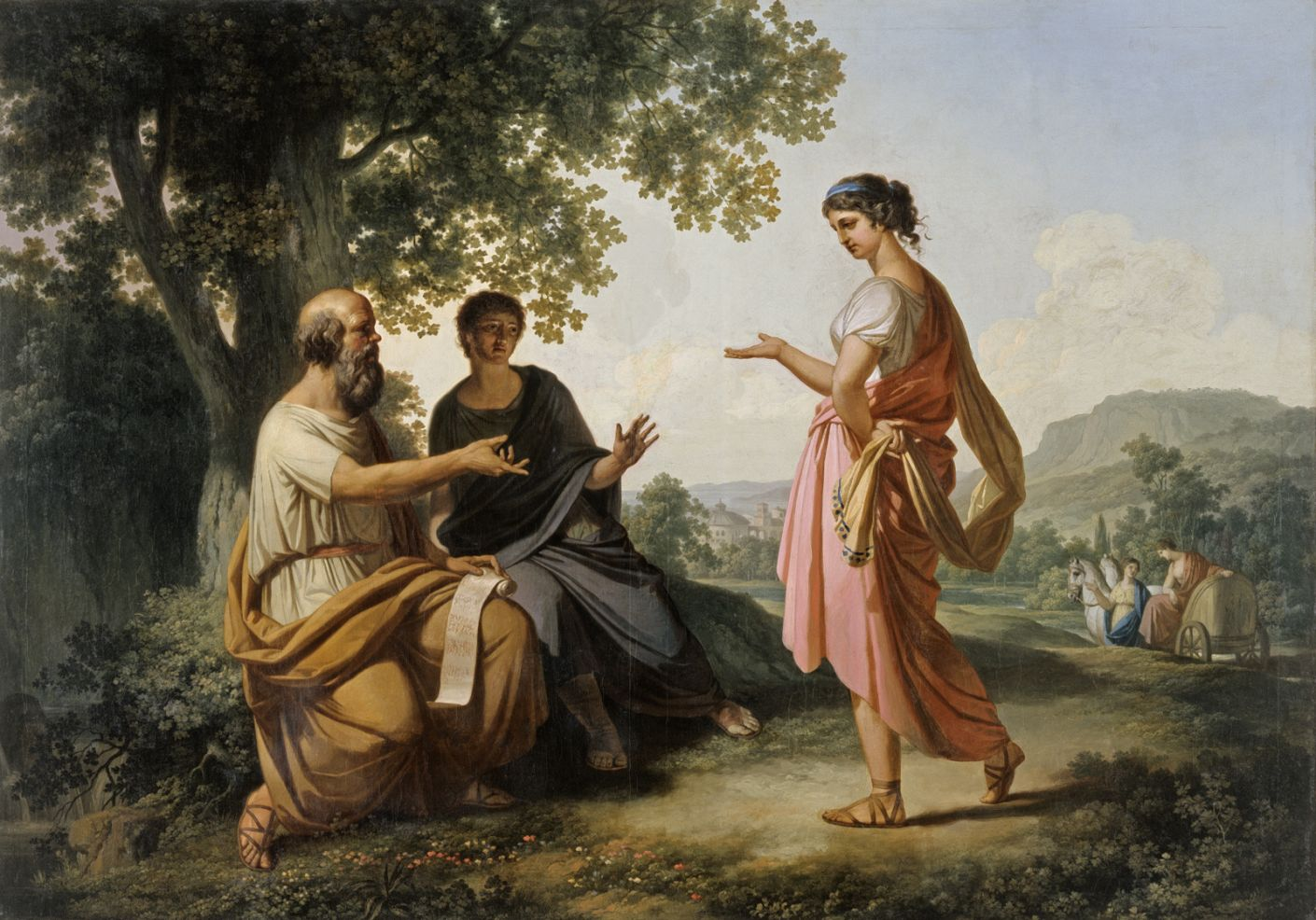
Franz Caucig, Socrate avec un disciple et Diotime. 1810. Ljubljana, Galerie nationale de Slovénie.